# 1808 en arts plastiques
| Années des arts plastiques : 1805 - 1806 - 1807 - 1808 - 1809 - 1810 - 1811    |
| Décennies des arts plastiques : 1770 - 1780 - 1790 - 1800 - 1810 - 1820 - 1830 |

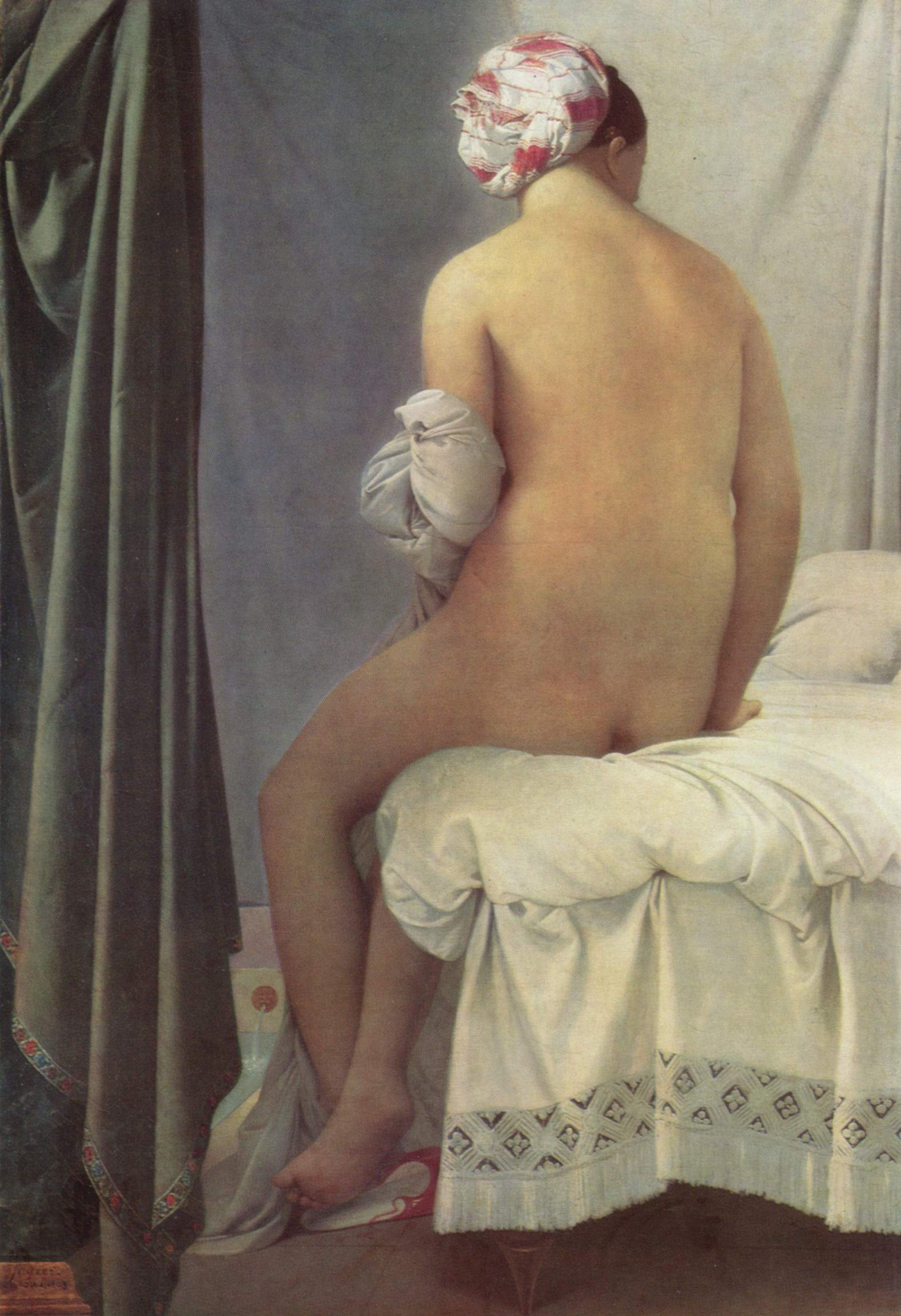
La Baigneuse dite de Valpinçon, nu de Ingres.

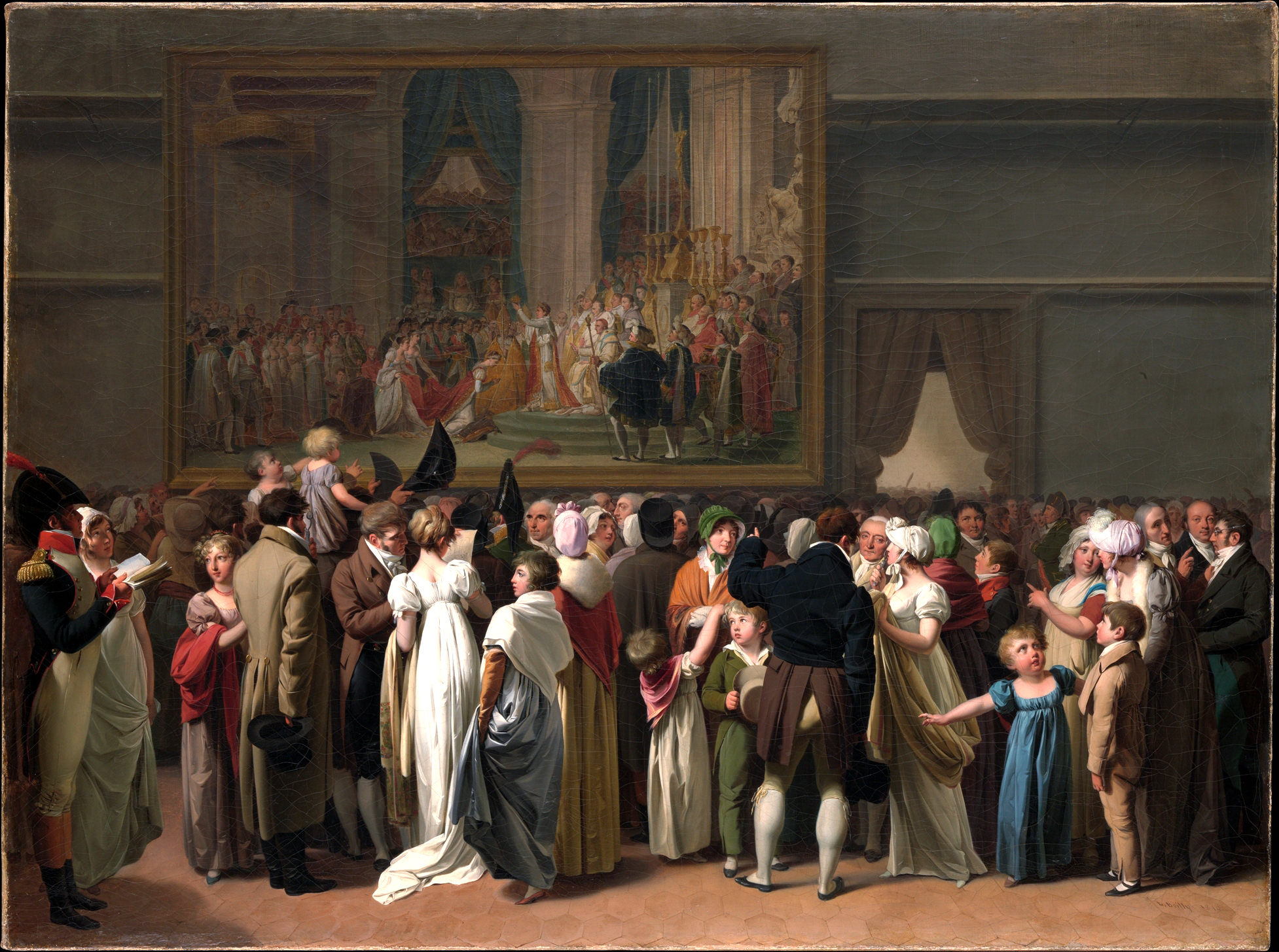
Louis-Léopold Boilly, le Public du Salon du Louvre, regardant le Sacre de David (1810 Metropolitan Museum). L'œuvre de Boilly, montre la présentation du tableau de David aux visiteurs du Salon de 1808.

1808 en arts plastiques concerne les œuvres en peinture, sculpture, gravure qui ont été réalisées durant cette années; et l'éphéméride en rapport avec l'art et les artistes.

## Événements
- France : 14 octobre ouverture du Salon de 1808. La manifestation comprend près de 800 œuvres, avec une nette domination de la peinture (634 œuvres exposées)[1]. Le Salon est marqué par la présentation du grand tableau Le Sacre de Napoléon de Jacques-Louis David qui vaut à son auteur d'être décoré lors du Salon par Napoléon Ier. Autre œuvre de grandes dimensions à sujet napoléonien remarquée au Salon, la Bataille d'Eylau d'Antoine-Jean Gros fait face au tableau de David, ce qui inspire ces mots à l'un des visiteurs du Salon, Camille Corona, ancien président du Directoire de la République romaine : « Sacre et Massacre, le voila bien en deux tomes. »[2].
- Pays-Bas :  Première exposition des maîtres vivants à la Kleine Krijgsraadzaal du palais royal d'Amsterdam, sur la place du Dam. Première manifestation artistique de cette importance aux Pays-Bas, elle a été créée à l'initiative de Louis Bonaparte, roi de Hollande sur le modèle du Salon parisien.

## Œuvres
- La Baigneuse de Valpinçon, huile sur toile d'Ingres.
- Portrait de Joachim Murat, huile sur toile de François Gérard.

## Naissances
- 21 janvier : Léon Riesener, peintre français († 25 mai 1878),
- 29 janvier : Auguste de Châtillon, peintre, sculpteur et poète français († 26 mars 1881),
- 15 février : Carl Friedrich Lessing, peintre allemand († 5 juin 1880),
- 19 février : Clara Wulffaert, peintre belge († 16 avril 1867),
- 26 février : Honoré Daumier, sculpteur, lithographe et peintre français († 10 février 1879),
- 6 mars : Sophie Adlersparre, peintre suédoise († 23 mars 1862),
- 8 mars : Léon Auguste Asselineau, lithographe, peintre et dessinateur français († 25 mars 1889),
- 24 mars : Joseph-Constant Ménissier, peintre religieux français († 30 août 1864),
- 16 avril : Amaury-Duval, peintre français († 25 décembre 1885),
- 25 avril :
  - Michele de Napoli, peintre italien († 24 mars 1892),
  - Charles Gomien, peintre portraitiste français († 1876),
- 3 juin : Ephraïm Conquy, graveur français († 16 février 1843),
- 13 juin : Alfred Guesdon, architecte, graveur et lithographe français († 1876),
- 12 juillet : Gustav Jäger, peintre allemand († 1871),
- 8 août : Félix Hullin de Boischevalier, peintre français († 26 juillet 1869),
- 20 août : Ferdinand Marinus, peintre belge († 6 juillet 1890),
- 25 août : Auguste Borget, peintre français († 25 octobre 1877),
- 28 août : Caroline Swagers, peintre française († 5 novembre 1877),
- 8 octobre : Luigi Riccardi, peintre italien († 1877),
- 14 octobre : Simon Saint-Jean, peintre français († 3 juillet 1860),
- 16 octobre : Étienne Omer Wauquier, peintre, lithographe et sculpteur belge († 4 avril 1869),
- 18 octobre : Charles Henri Hancké, peintre et lithographe français († 28 avril 1869),
- 24 octobre : Eugène Forest, peintre, lithographe, graveur et caricaturiste français († 28 décembre 1891),
- 25 octobre : Victor Cassien, lithographe et graveur français († 18 juin 1893),
- 16 novembre : Francesco Gonin, peintre italien († 14 septembre 1889),
- 23 décembre : Joseph Geefs, sculpteur belge († 9 octobre 1885),
- Nikola Aleksić, peintre serbe († 1er janvier 1873).

## Décès
- 22 février : Biagio Rebecca, peintre italien (° 1735),
- 5 avril : Louis-Simon Lempereur, graveur français (° 16 mai 1728),
- 10 avril : Jean-Laurent Mosnier, peintre et miniaturiste français (° 1743),
- 15 avril : Hubert Robert, peintre et graveur français (° 22 mai 1733),
- 12 juin : Giovanni Bellati, peintre italien (° mars 1745),
- 16 juillet : Dominique Pergaut, peintre français (° 21 juillet 1729),
- 11 août : Clément-Pierre Marillier, dessinateur et graveur français (° 20 juin 1740).